# Amdír
Amdir je izmišljen lik iz Tolkienove mitologije, serije knjig o Srednjem svetu britanskega pisatelja J. R. R. Tolkiena.
sivi vilin (sindar) je bil lórienski kralj v času drugega veka. Po eni (najverjetnejši) teoriji je bil tudi Amrothov oče. Umrl je v bitki na Dagorladu, na koncu drugega veka. 